# Палац в Останкіно
Оста́нкіно (рос. Останкино) — московський музей-садиба на залишках колишньої садиби 18 століття князів Шереметєвих.

## Історія садиби

### Садиба до 18 століття
Раніше селище мало назву Осташково. Відоме з 16 століття. Один з тодішніх володарів створив тут садибку зі ставками та насадив кедри. У 17 столітті селищем володіли князі Черкаські. Вони і були замовниками садибної кам'яної церкви Св. Трійці, що збереглася до 21 століття.

### Садиба у 18 столітті. Захоплення театром.

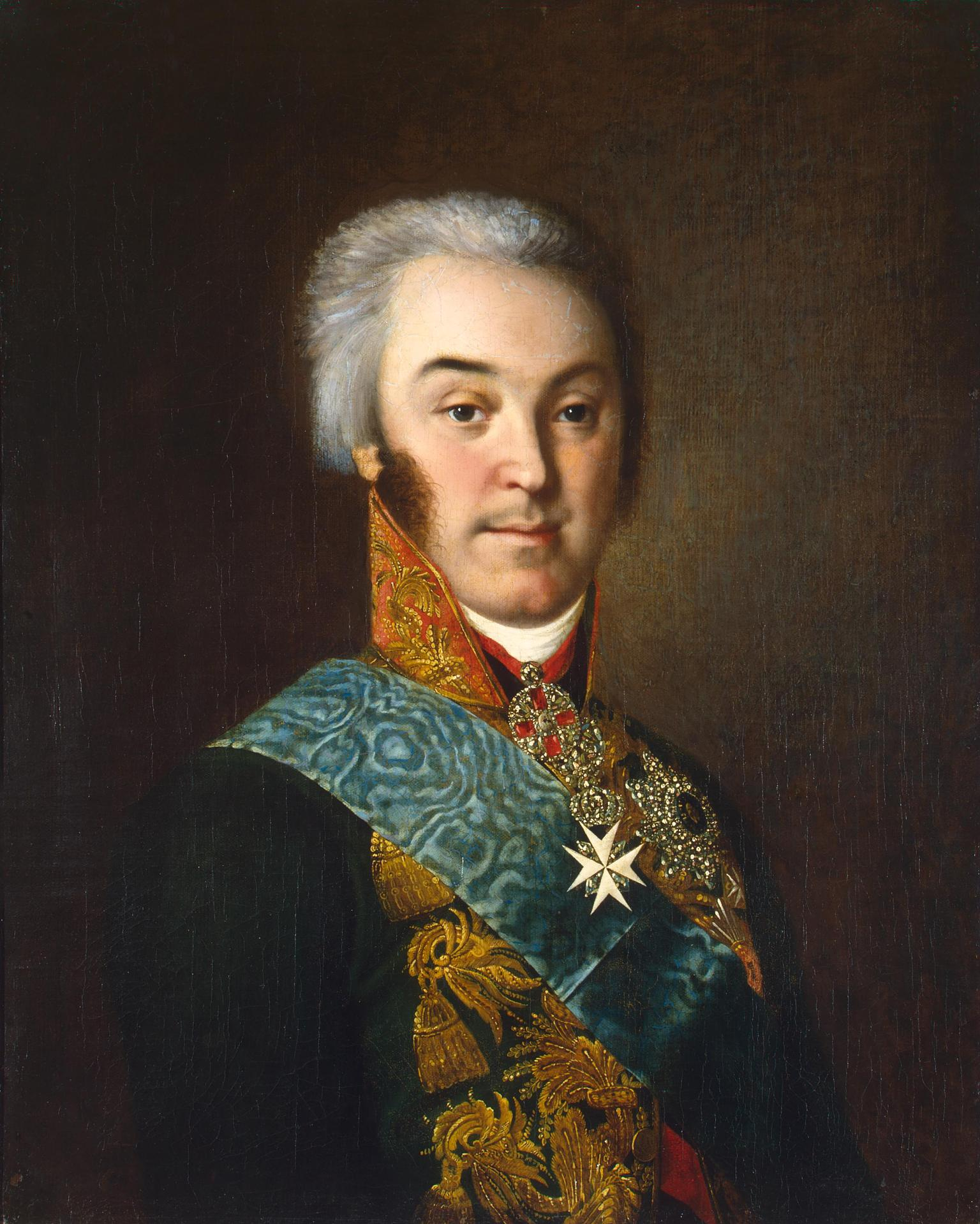
Микола Петрович Шереметєв, ініціатор розбудови садиби Останкіно.

Завдяки вигідному шлюбу з єдиною дочкою князів Черкаських, П. Б. Шереметєв-батько поєднав два великих маєтки, а Останкіно узяв як придане за нареченою.
У 1770-ті рр. підстаркуватий Шереметєв-батько виділив єдиному сину Миколі театральну трупу, аби чимось зайняти сина, що жив та навчався в Парижі. Шеремєтев-батько володів садибою Кусково, де вже були три театральні приміщення. Після Парижа невеличкі театральні зали в Кусково сина не задовольняли. А жадібний батько не давав грошей на розбудову нового театру, про який мріяв син. Спадкоємець великого маєтку, Микола Петрович ніде не служив, зате палко займався музикою та садибним театром.
У 1788 р. Шеремєтєв-батько помер, син нарешті отримав великі кошти. Тоді і виникла ідея побудови в Москві щось на кшталт Храму мистецтв з картинною галереєю та театром. Садибу Кусково син-спадкоємець покинув. Місцем втілення ідеї обрав Останкіно.

### Черга архітекторів та проектів

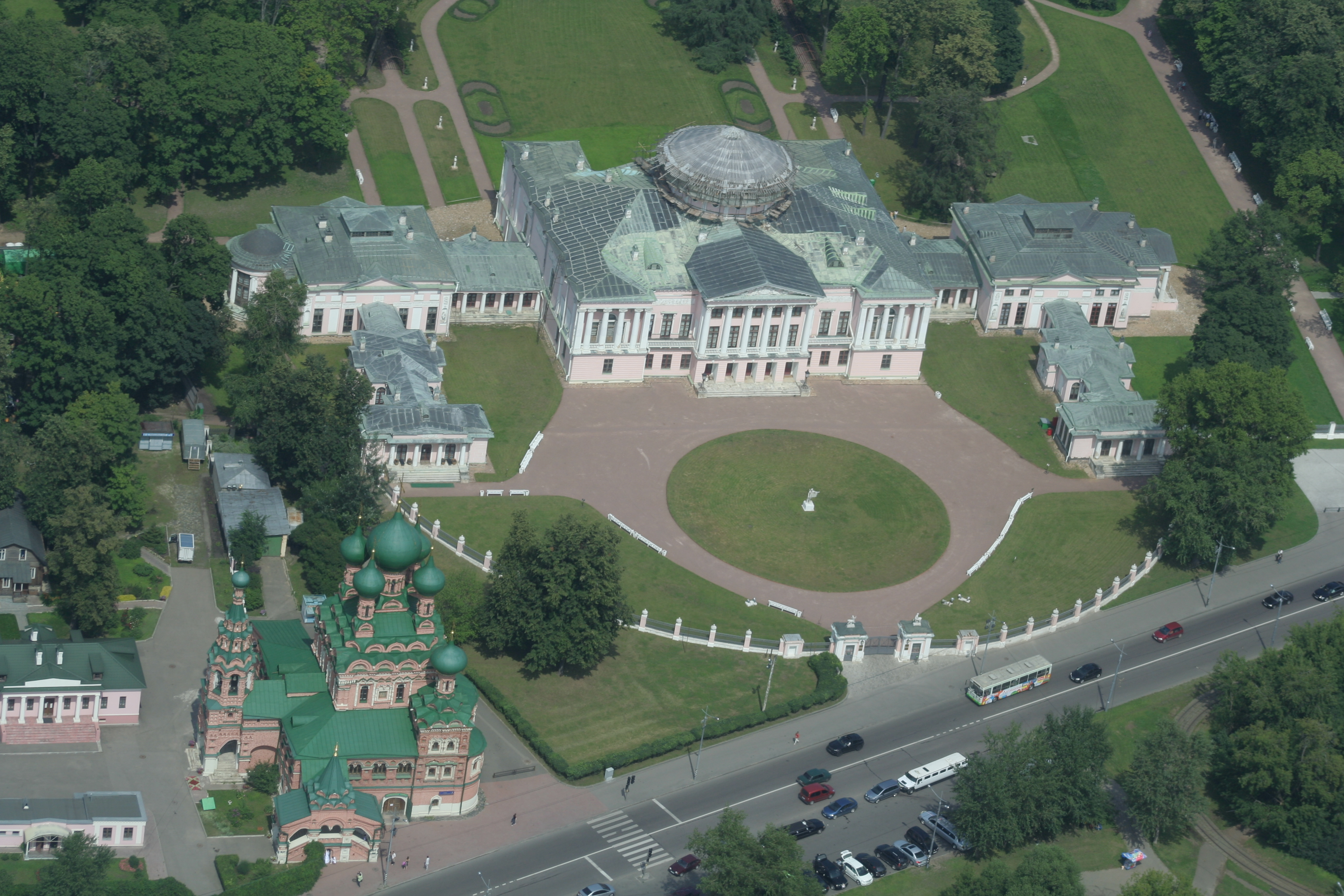
Садиба Останкіно, вигляд зверху.

Непослідовний нащадок звернувся з замовами до архітекторів. Розпочався етап реалізації незвичної ідеї та її пришвидшена розбудова. Не зовсім ясна концепція установи призведе пізніше до її обмеження і втілення лише в побудові нового театрального приміщення в Останкіно.
За деякими даними первісний проект створив популярний в Москві архітектор Франческо Кампорезі, що працював поряд з Джакомо Кваренгі. Сам театр проектував Казьє. Знайдені джерела, що підтверджують участь Кампорезі в створенні кошторису на побудову галереї в Останкіно, декору брами та скульптур. За порадами непослідовний Микола Петрович звертався також до Джакомо Кваренгі, до архітекторів Казьє та Старова, до московського архітектора Баженова. На виучку к останньому Шереметєв пристроїв свого архітектора-кріпака Павла Аргунова. Йому разом з бригадою архітекторів-кріпаків і довелося втілювати та пристосовувати до вже побудованих частин нові проектні рішення.

### Фасади палацу

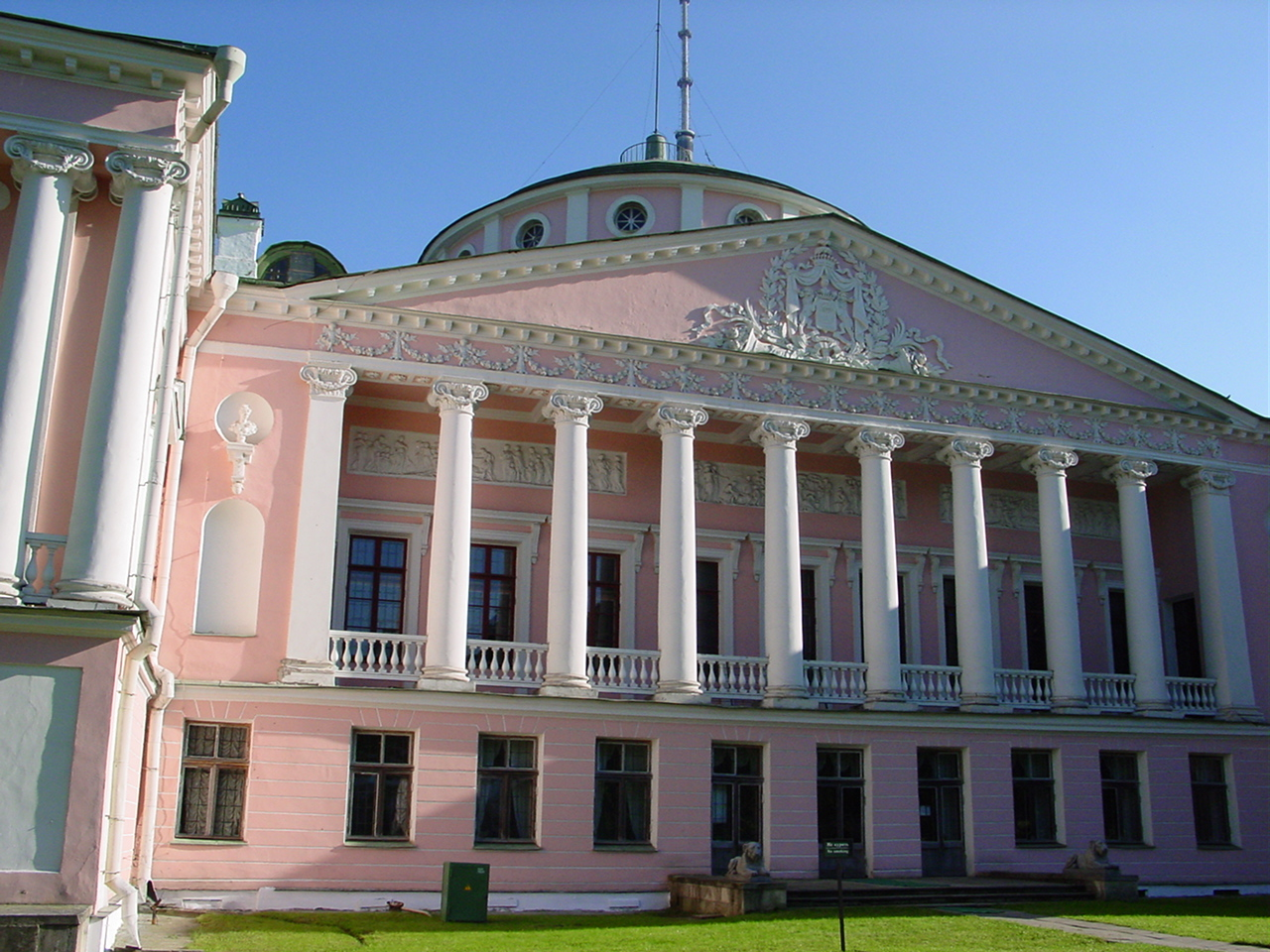
Парковий фасад палацу

Незважаючи на відсутність єдиного проекту та часті перебудови, архітектурний образ палацу створили в єдиній стилістиці класицизму, панівної мистецької течії доби. Звідси мало оброблений перший поверх, колонний портик з фронтоном в центрі та два бічні, галереї до павільйонів та житлових корпусів. Урочистішим був парковий фасад, прикрашений 10-колонною лоджією та розлогими сходами. Палац вибудували з дерева, але вкрили тиньком, аби було враження кам'яної будівлі. Театральні ефекти, імітації також часто використали в оздобах інтер'єрів, коли дешеві матеріали подавали як вишукані та коштовні. Палац в Останкіно вважають одним з найбільших дерев'яних будівель Росії. Житлові корпуси П-подібної будівлі сховані за деревами. Тому палац скидається меншим, ніж він є насправді.
Будівництво з постійними перебудовами тривало близько 10 років і закінчилося приблизно у 1802 році.

### Театральне приміщення

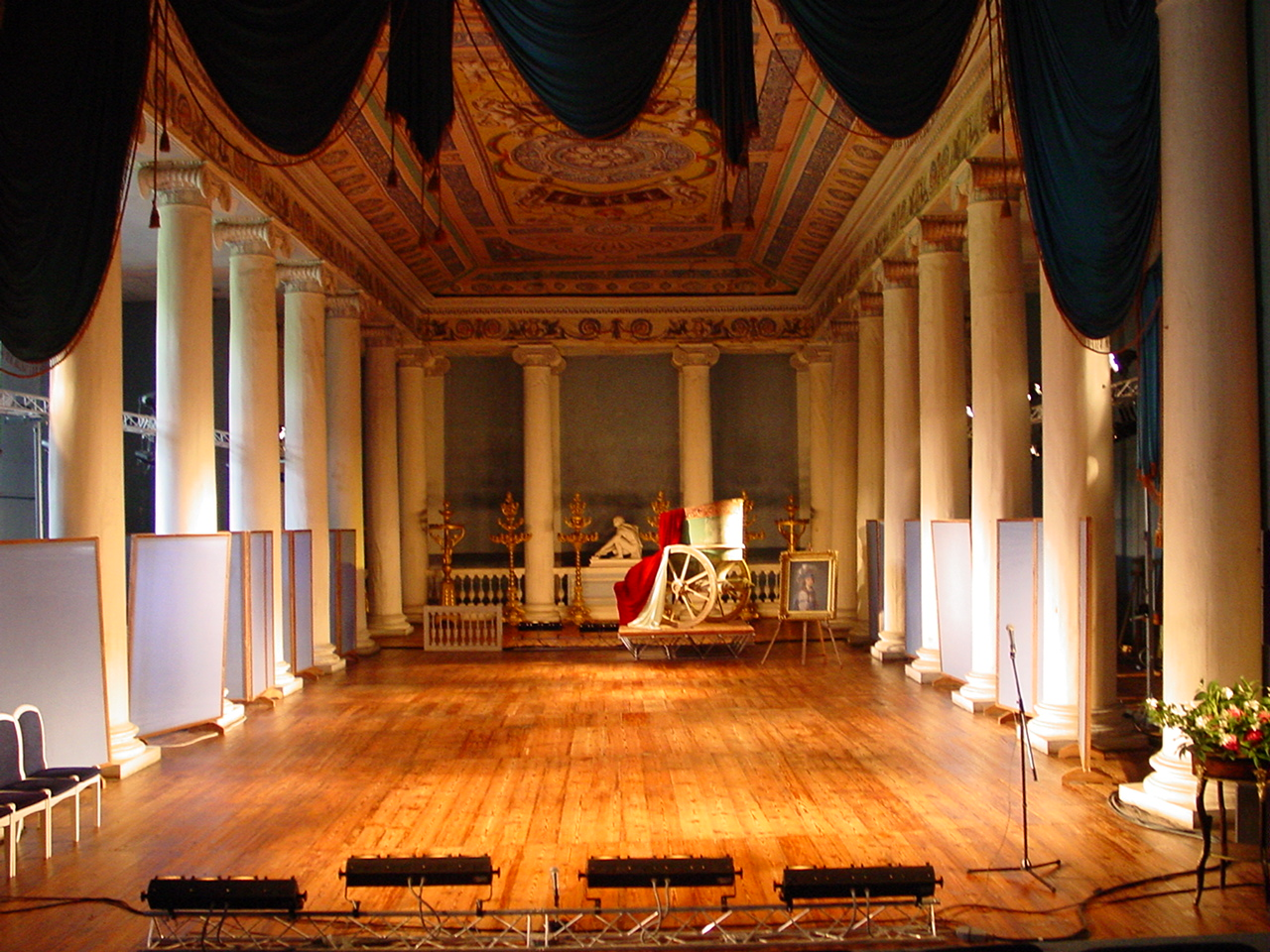
Збережена сцена театру кінця 18 століття в Останкіно

Зазвичай садибний театр розміщали в невеликому парковому павільйоні. Незвичним в Останкіно було те, що палац почали будувати з великого театру, який займав головне, центральне місце. Навколо нього і групували всі інші зали, вітальні та споруди. Видовжене приміщення було розділене на дві частини — саме сцену та глядацьку залу. Півколо глядацької зали охоплювала відкрита колонада, яку використовували як театральні ложі для почесних гостей. Родзинкою приміщення бура можливість перетворення глядацької зали на бальну по закінченню вистав. Театр в Останкіно мав оснащення за останніми досягненнями театрального будівництва 18 ст. (у трюмі та на хорах). Глядацька зала була розрахована на 200—250 осіб.
На ті часи в Російській імперії діяло близько 170 театрів, у тому числі 53 у Москві.
Пізніше в 19 столітті трюмна частина механізмів була розібрана. Не збережені костюми та театральні декорації. Частина механізмів на хорах на місці і разом зі сценою є практично єдиним збереженим в Росії театральним приміщенням доби кріпацтва кінця 18 століття.

### Мистецькі колекції музею

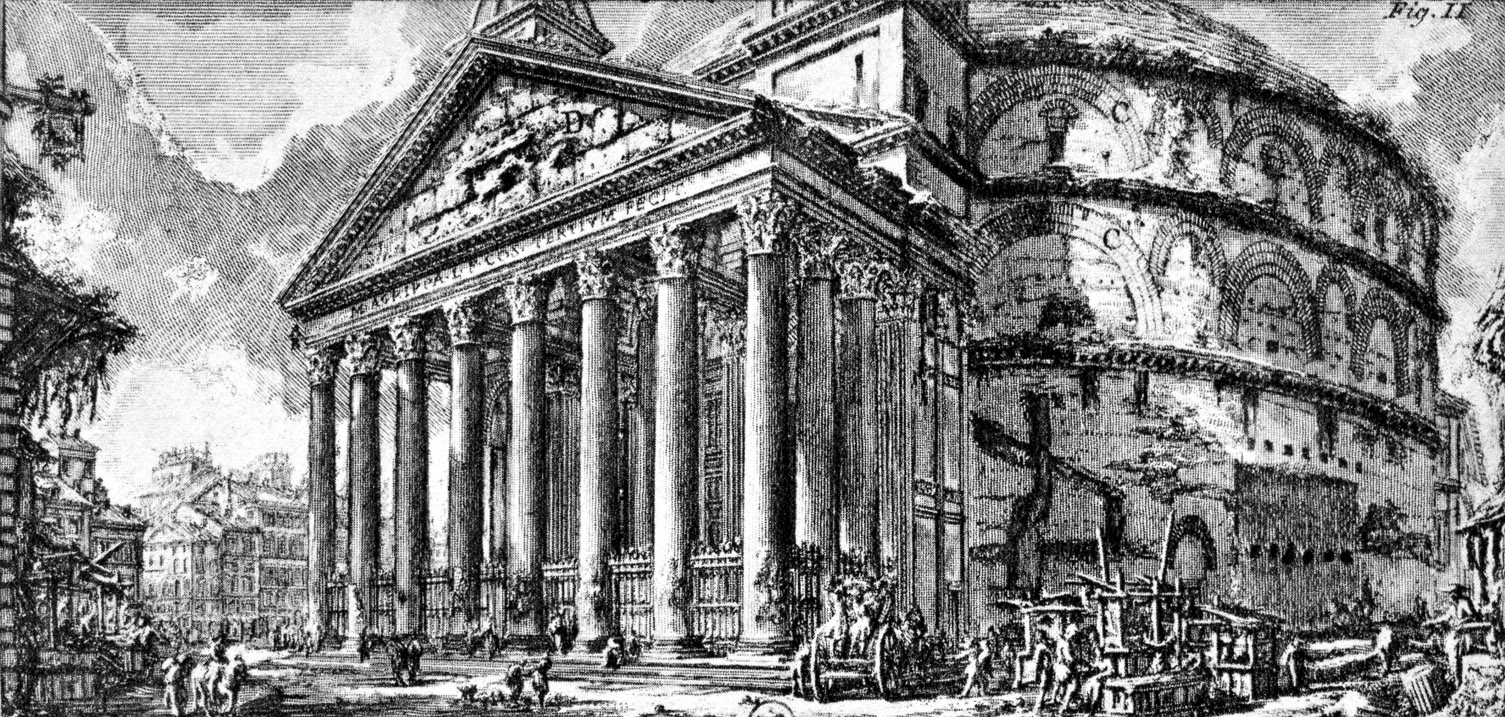
Гравер Піранезі. Пантеон в Римі.

Мистецькі колекції садиби ніколи не мали систематичного характеру, а мають характер випадково поєднаних речей. Прямокутне приміщення театрального фоє власник використав як невеличку картинну галерею. Задля її поповнення з різних палаців Шеремєтєвих звезли в Останкіно найбільш декоративні картини, гравюри та скульптури.
Серед авторів полотен переважають другорядні майстри Італії та Франції
- Мікельанджело Кампідольйо (1610—1670)
- Джованні Баттіста Ланджетті (1625—1676)
- Карло Чиньяні (1628—1719)
- Гаспар Дюге (1613—1675)
- Маргеріта Жерар (1761—1837)
- Карл Ван Лоо (1705—1765)
- Антоні Паламедес (1601—1673) та ін.

У колекції гравюр увагу звертають оригінали Піранезі.
Колекцію скульптур репрезентують давньоримські копії з грецьких оригіналів (голівка Афродіти, реставрована майстром-кріпаком) та копії 18 століття), а також декілька творів скульпторів доби класицизму (Етьєн Моріс Фальконе «Смерть Мілона Кротонського», Антоніо Канова «Бійка трьох півнів», бронзові скульптури росіянина Ф. Гордєєва).

### Єгипетський павільйон
Захоплення візитерів викликав Єгипетський павільйон — квадратне приміщення з чотирма колонами, що підтримували ліхтар з верхнім освітленням. Декор типово класичний з включенням новомодних на той час єгипетських елементів. У часи перебування тут Шереметєва павільйон використовували для парадних бенкетів. Переважні кольори павільйону — світлі жовті, зеленуваті, блакитні. Зала обладнана балконом для музик, які грали під час бенкетів.

### Італійський павільйон
Італія в 18 столітті вважалася батьківщиною мистецтв. Тому декору в залі забагато, а він найрозкішніший — пілястри, каміни, архітектурно оздоблені портали, постаменти з великою кількістю мармурових скульптур. У часи перебування тут Шереметєва Італійський павільйон використовували для прийому вельможних гостей.

### Парк садиби Останкіно
Парк садиби ніколи не мав складного розпланування, бо формувався в перехідну добу від бароко до класицизму. Поблизу палацу невелика частина має парадний, регулярний характер, прикрашений садово-парковою скульптурою. За часів СРСР ця частина саду отримала огорожу і мала статус обмежених відвідин. Інколи використовувалась для натурних зйомок в кіно. Пейзажна частина давно використовується для масових гулянь і має вигляд радянського парку відпочинку з пивом, дрібною торгівлею, дошками пошани та ін.

### Реставраційні роботи
З грудня 1917 року в садибі Останкіно створили музей. Повільно в музей почали повертати речі, картини та меблі, вивезені в різні часи з палацу. Розпочалася дослідницька робота, зондажі інтер'єрів, стель, ремонти та реставрації. Під час досліджень виявили, що в палаці широко використовували бутафорію та імітацію дешевими засобами коштовних матеріалів. Під коричневою фарбою італійського павільйону знайшли не мармур, а бутафорський розпис під нього. Декоративна скульптура в інтер'єрах виявилася дерев'яною з розфарбуванням під камінь. Частка класицистичного живопису на стелях виконана акварельними фарбами на папері та зафіксована у відповідних місцях. Реставровані і оригінальні паперові шпалери 18 ст. в кабінетцях Італійського павільйону. Дешеві матеріали, однак, справляли приємне враження вишуканих речей, гармонійно поєднаних з іншими елементами інтер'єрів (меблями, дерев'яними паркетами різних малюнків, плафонами італійських майстрів чи художників-кріпаків.